# Lovendegem
Lovendegem este o comună neerlandofonă situată în provincia Flandra de Est, regiunea Flandra din Belgia. La 1 ianuarie 2008 avea o populație totală de 9.418 locuitori. 

## Geografie
Comuna actuală Lovendegem a fost formată în urma unei reorganizări teritoriale în anul 1977, prin înglobarea într-o singură entitate a 2 comune învecinate. Suprafața totală a comunei este de 19,48 km². Comuna este subdivizată în secțiuni, ce corespund aproximativ cu fostele comune de dinainte de 1977. Acestea sunt:
| - I. Lovendegem - II. Vinderhoute |

Localitățile limitrofe sunt:
- a. Sleidinge (Evergem)
- b. Evergem
- c. Mariakerke (Gent)
- d. Drongen (Gent)
- e. Merendree (Nevele)
- f. Zomergem
- g. Waarschoot